# Anastassija Sergejewna Silantjewa
Anastassija Sergejewna Silantjewa (russisch Анастасия Сергеевна Силантьева; bei der FIS nach englischer Transkription Anastasiia Silanteva; * 27. August 1998 in Nowokusnezk, Oblast Kemerowo) ist eine russische Skirennläuferin. Sie startet in allen Disziplinen, wobei ihre Stärken im Riesenslalom liegen.

## Biografie
Anastassija Silantjewa stammt aus der sibirischen Großstadt Nowokusnezk und begann 2003 gemeinsam mit ihrer Schwester mit dem Skifahren.
Mit 16 Jahren bestritt sie in Russland ihre ersten FIS-Rennen. Im Januar 2015 nahm sie am Europäischen Olympischen Winter-Jugendfestival in Malbun teil und belegte die Ränge 14 und 37 in Riesenslalom und Slalom. Im folgenden Winter startete sie bei den Olympischen Jugend-Winterspielen in Lillehammer und erreichte als bestes Einzelergebnis einen 14. Platz in der Kombination. Mit der Mannschaft gewann sie hinter Deutschland die Silbermedaille. Bei den Juniorenweltmeisterschaften in Sotschi konnte sie dieses Ergebnis in vier Rennstarts nicht toppen. Seit Dezember 2016 geht sie im Europacup an den Start. Bevor sie bei ihrer zweiten JWM-Teilnahme in Åre in fünf Disziplinen an den Start ging, sicherte sie sich bei der Universiade in Almaty Gold in der Kombination sowie Bronze mit der Mannschaft. Bei ihrem dritten JWM-Antritt in Davos stellte sie immerhin mit Rang 18 im Riesenslalom eine neue Bestleistung auf.
Am 29. Dezember 2017 gab sie im Riesenslalom von Lienz ihr Weltcup-Debüt. Trotz geringer Erfahrung nahm sie der russische Verband ins Aufgebot für die Olympischen Winterspiele 2018 in Pyeongchang auf.

## Erfolge

### Olympische Spiele
- Pyeongchang 2018: 9. Mannschaftswettbewerb, 30. Riesenslalom

### Far East Cup
- Saison 2015/16: 6. Gesamtwertung, 4. Riesenslalomwertung
- 17 Platzierungen unter den besten zehn, davon 1 Sieg:

| Datum         | Ort                | Land     | Disziplin    |
| ------------- | ------------------ | -------- | ------------ |
| 23. März 2016 | Juschno-Sachalinsk | Russland | Riesenslalom |

### Juniorenweltmeisterschaften
- Sotschi 2016: 22. Slalom, 30. Riesenslalom, 36. Super-G
- Åre 2017: 32. Slalom, 36. Riesenslalom, 37. Abfahrt
- Davos 2018: 18. Riesenslalom

### Weitere Erfolge
- Russische Vizemeisterin im Riesenslalom 2017
- 5 Siege in FIS-Rennen